# Meunasah Tambo (Jeunieb)
Meunasah Tambo is een bestuurslaag in het regentschap Bireuen van de provincie Atjeh, Indonesië. Meunasah Tambo telt 599 inwoners (volkstelling 2010).